# Triangle de Sierpiński

Triangle de Sierpiński

El triangle de Sierpiński és un objecte fractal, que va ser introduït per primera vegada en 1915 pel matemàtic polonès Waclaw Sierpiński. És un dels exemples bàsics de conjunt autosemblant, una de les propietats fonamentals de les fractals. Encara que va ser construït inicialment a partir d'un triangle equilàter, anomenat triangle de Sierpiński canònic, es pot fer la construcció a partir de qualsevol triangle.

## Construcció

Triangle de Sierpiński en lògica: Les primeres 16 conjuncions d'arguments col·locats amb ordre lexicogràfic.

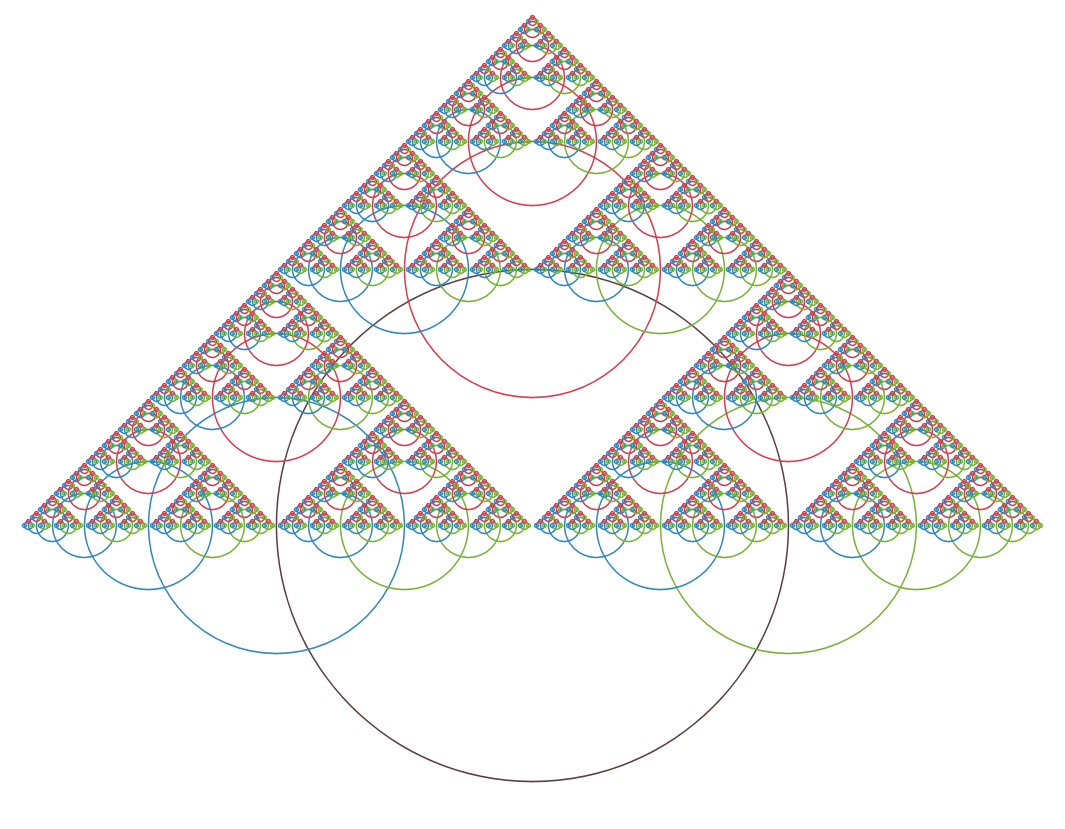
Al traçar de manera recursiva un cercle adjacent a tres cercles auto-similars més petits a dreta, esquerra i dalt, apareix el triangle de Sierpiński.

Creació del triangle de Sierpiński utilitzant el joc del caos.

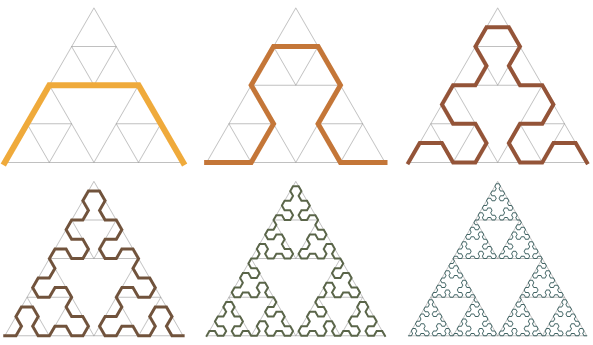
Construcció de la corba de punta de fletxa de Sierpiński.

Hi ha moltes maneres diferents de construir el triangle de Sierpiński.

### Eliminació de triangles
El triangle de Sierpinski es pot construir a partir d'un triangle equilàter eliminant repetidament els subconjunts triangulars:
1. A partir d'un triangle, s'uneixen els punts mitjans dels seus costats, dividint el triangle inicial en quatre triangles.
2. S'elimina el triangle interior.
3. En cada un dels tres triangles que queden es procedeix a fer el pas 1.

El triangle de Sierpiński és el límit de fer el procediment anterior de manera infinita. Cada triangle eliminat és topològicament un conjunt obert.

Construcció del triangle de Sierpiński: les 5 primeres iteracions.

### Encongiment i duplicació
La mateixa seqüència de formes, que convergeix al triangle de Sierpiński, es pot generar alternativament mitjançant els passos següents:
1. Es comença amb un triangle (o qualsevol altra regió tancada i delimitada) en un pla. El triangle canònic de Sierpiński utilitza un triangle equilàter amb una base paral·lela a l'eix horitzontal.
2. S'encongeix el triangle a la meitat d'alçada i d'amplada, se'n fan tres còpies i es posicionen de forma que cada triangle toqui els altres triangles en una cantonada.
3. Es repeteix el procés amb cadascuna de les figures resultants.

Aquest procediment infinit no depèn de que la forma inicial sigui un triangle, atès que el fractal s'obtindria després d'un nombre infinit d'iteracions. Concretament, es tracta d'un punt fix atractor, de manera que quan l'operació s'aplica repetidament a qualsevol altre conjunt, les imatges convergeixen en el triangle de Sierpiński.

Construcció del triangle de Sierpiński mitjançant quadrats: les 5 primeres iteracions.

### Joc del caos
El triangle de Sierpiński es pot obtenir mitjançant el joc del caos, un exemple de sistema de funcions iterades. El procediment és el següent:
1. Es defineixen tres punts al pla, que formen un triangle.
2. Es selecciona a l'atzar qualsevol punt dins del triangle, considerat la posició actual.
3. Es selecciona a l'atzar qualsevol dels tres vèrtexs.
4. Es mou la meitat de la distància entre la posició actual i el vèrtex escollit.
5. El punt obtingut es considera la nova posició actual.
6. Es repeteix des del pas 3.

Es pot començar des de qualsevol punt exterior o interior del triangle i, finalment, acaba formant el triangle amb alguns punts sobrants (si el punt de partida es troba al contorn del triangle, no queden punts sobrants).

### Corba de punta de fletxa de Sierpiński
El límit de la corba de punta de fletxa de Sierpiński és el triangle de Sierpiński. Està formada per un procés de modificació repetida de corbes més simples, anàleg a la construcció del floc de neu de Koch:
1. Es comença amb un únic segment de línia al pla.
2. Es substitueix cada segment per tres segments més curts, formant angles de 120° entre dos segments consecutius, amb el primer i l'últim de la corba paral·lels al segment original o formant un angle de 60° amb ell.
3. Es repeteix el procés per cada segment de línia resultant.

### Autòmats cel·lulars
El triangle de Sierpiński també apareix en alguns autòmats cel·lulars, incloent autòmats cel·lulars unidimensionals (com Rule 90 si es parteix d'una única cel·la activada al centre), i també alguns relacionats amb el joc de la vida. Per exemple, la variant Life-like B1/S12 del joc de la vida quan s'aplica a una sola cel·la genera quatre aproximacions del triangle de Sierpiński. En el joc de la vida original, si s'inicia amb una línia molt llarga d'una única cel·la de gruix, es formen dos triangles de Sierpiński reflectits. El diagrama espaitemps d'un patró de replicador en un autòmat cel·lular també es sol assemblar a un triangle de Sierpiński, com el del replicador comú a HighLife. El triangle també es pot trobar a l'autòmat d'Ulam–Warburton i la seva variant hexagonal.

### Triangle de Pascal
Al pintar els nombres del triangle de Pascal segons si són senars o parells, apareix el triangle de Sierpiński. A més, al pintar-lo segons mòduls majors que 2 també apareixen triangles similars al de Sierpiński.

### Torres de Hanoi
El trencaclosques de les Torres de Hanoi consisteix a moure discos de diferents mides entre tres clavilles, mantenint la propietat que mai no es col·loca cap disc a sobre d'un disc més petit. Els estats d’un disc n del trencaclosques i els moviments permesos d’un estat a un altre, formen un graf no dirigit anomenat graf de Hanoi, que es pot representar geomètricament com el graf d'intersecció del conjunt de triangles que es preserven després del pas n de la construcció del triangle de Sierpiński. Per tant, en el límit quan n tendeix a infinit, aquesta seqüència de grafs pot ser interpretada com un anàleg discret del triangle de Sierpiński.

## Propietats
El triangle de Sierpiński té una dimensió fractal de {\displaystyle \log _{2}(3)\approx 1,585}, que es dedueix del fet que de fet és la unió de tres còpies de si mateix, cada una escalada pel factor 1/2.
L'àrea d'un triangle de Sierpiński és zero (en mesura de Lebesgue). Això es pot veure, ja que a cada vegada que iterem, s'elimina un 25% de la iteració anterior, i al límit per tant quedarà una àrea nul·la.

## Generalitzacions per més dimensions
|  |  |

El triangle de Sierpiński es pot generalitzar per més dimensions. En el cas tridimensional, es poden apilar piràmides de base triangular, és a dir, tetràedres de forma similar als triangles en la versió bidimensional, obtenint un fractal anomenat tetràedre de Sierpiński. De la mateixa manera, es poden utilitzar piràmides amb altres bases, obtenint així tota una família de fractals; les piràmides de Sierpiński.